# 眉山县
眉山县，中国古旧县名。
北宋太平兴国元年（976年）改通义县置，治所在今四川省眉山市东坡区东坡镇。为眉州治。元朝至元二十年（1283年）废入眉州。1913年，全国废州，设眉县。1949年11月，中国人民解放军第二野战军发起西南战役，逐渐占领四川全省。12月17日，中国人民解放军第10军所辖部队攻占眉山县，中华民国政府对此地的管辖结束。1950年后，属眉山专区、乐山专区、眉山地区。2000年，眉山地区改为地级眉山市。同时，撤销眉山县，改设东坡区。